# Historia territorial del Perú
La historia territorial del Perú es producto de un proceso de consolidación de muchos años, que se inicia en 1821, tomando como base el Uti possidetis iure de 1810 y se terminará consolidando durante el siglo XXI. Sin embargo, no son ajenos a la consolidación de esas fronteras los Estados del Antiguo Perú. El territorio del virreinato del Perú de 1810, es el mismo que sirvió de base para formar la República del Perú. No fueron ajenos a este proceso de consolidación, los esfuerzos diplomáticos de la cancillería peruana que en algunos casos fracasaron y derivaron en conflictos armados, tomando protagonismo las Fuerzas armadas del Perú. Hasta el siglo XIX, tuvieron un importante protagonismo el Ejército del Perú, la Marina de Guerra del Perú y la Policía Nacional del Perú en dichos conflictos, mientras que en los del siglo XX, lo hizo también la Fuerza Aérea del Perú.
Las fronteras así configuradas, con enfrentamiento bélico o no, culminaron en una serie de tratados con los países vecinos, ya sean de paz, amistad y límites o de navegación y comercio, como es el caso de los tratados y convenios con los vecinos países amazónicos.
Actualmente el Perú es uno de los doce países independientes de América del Sur. Se localiza en la parte central y occidental de dicha parte de América, tiene una superficie continental de 1.285.215,6 km² que sumados a los 991.194.97 km² de mar peruano soberano, totalizan 2.276.410,57 km²; y un perímetro de 10.796,50 km, incluyendo el océano Pacífico (denominado en el Perú Mar de Grau) y los límites de las 200 millas en cada frontera, norte y sur.

## Antecedentes históricos
El antecedente directo de lo que fue conocido como Perú a la llegada de los españoles a América fue el Imperio inca, que dura hasta 1532 en que es conquistado por el español Francisco Pizarro. El imperio incaico tuvo un vasto desarrollo territorial que abarcó casi toda la costa del Océano Pacífico de la América del Sur y es el territorio sobre el cual se organizaron los virreinatos, colonias de España. Su territorio abarcó tres millones de kilómetros cuadrados.
En el momento de mayor extensión, en el reinado del Inca Huayna Cápac, el imperio incaico comprendía gran parte de los actuales territorios de Perú, Bolivia, Ecuador y Chile. También abarcaba algunas zonas de Colombia y Argentina. Sus límites fueron:
- Por el norte: el río Ancasmayo, pequeño afluente del Patía a 2º de latitud norte, en Colombia. La sede de su asentamiento norteño más alejado e importante estuvo ubicado en la actual ciudad de Pasto (departamento de Nariño) a 1º 4‘ 18“ de latitud norte.
- Por el sur el puerto de Constitución y el río Maule, a 35° 6‘ 9“ de latitud sur. Un avance posterior habría situado ese límite en el río Biobío, entre la punta Tumbes y el pueblo de Los Ángeles, en 37° 23‘ 7“ de latitud sur.
- Por el sureste: el norte de Argentina, en la zona de Tucma (Tucumán).
- Por el este: los contrafuertes andinos de la región andino selvática o rupa-rupa.
- Por el oeste: el océano Pacífico.

Aproximadamente tenía una extensión territorial de 1.731.900 km²; un 35% más que el área del Perú actual. En latitudes, se distribuía a lo largo de 38° 27‘ 25“, desde Pasto al río Biobío, desbordando por el norte el círculo ecuatorial y pasando con holgura, por el sur, el trópico de Capricornio. En línea recta, entre ambos puntos extremos, hay una distancia de 4.240 km.

## Virreinato del Perú

Capitulación de Toledo en 1529, la gobernación de Nueva Castilla se extendía entre la boca del río Santiago y el pueblo de Chincha.

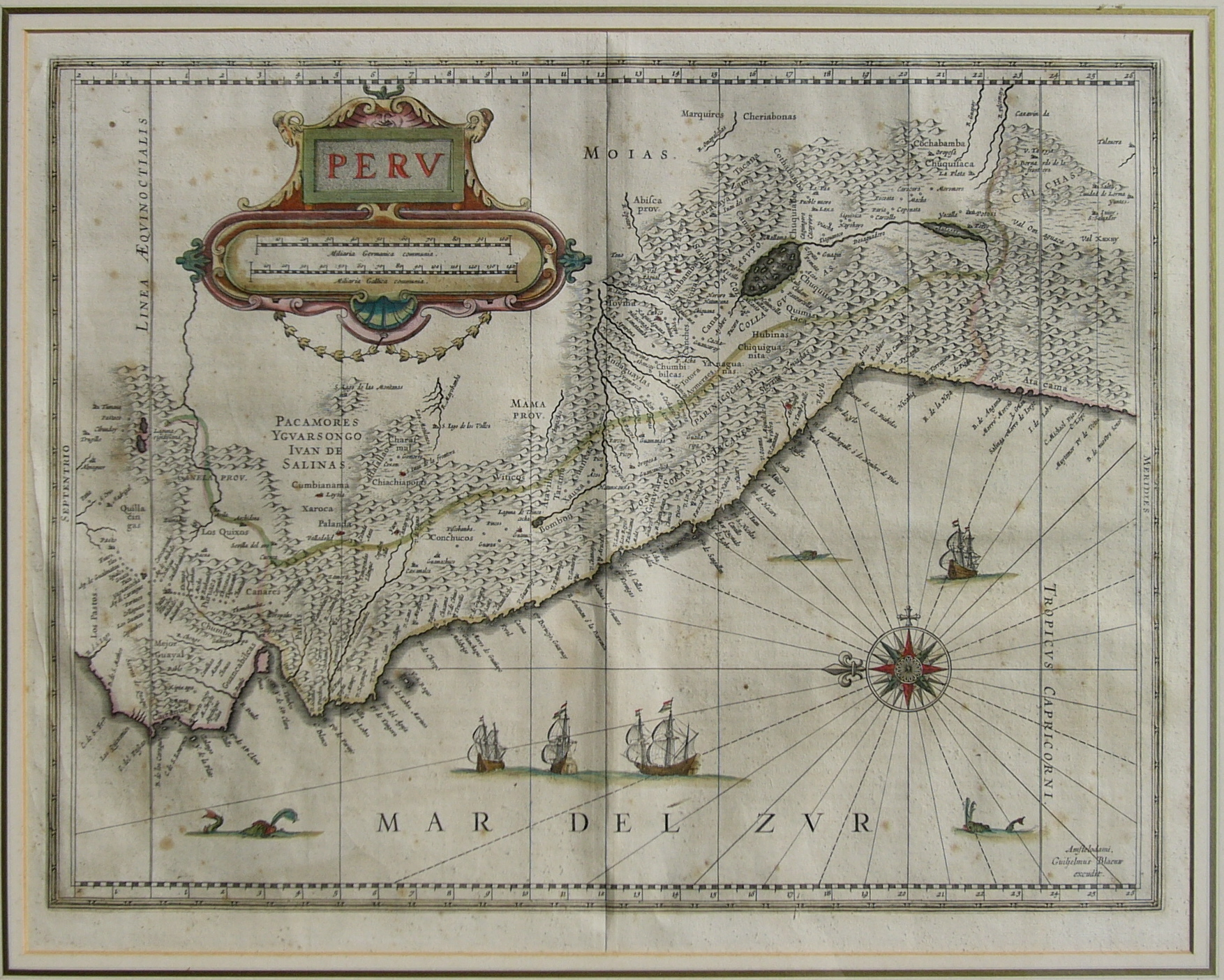
Mapa de Blaeuw. (1635).

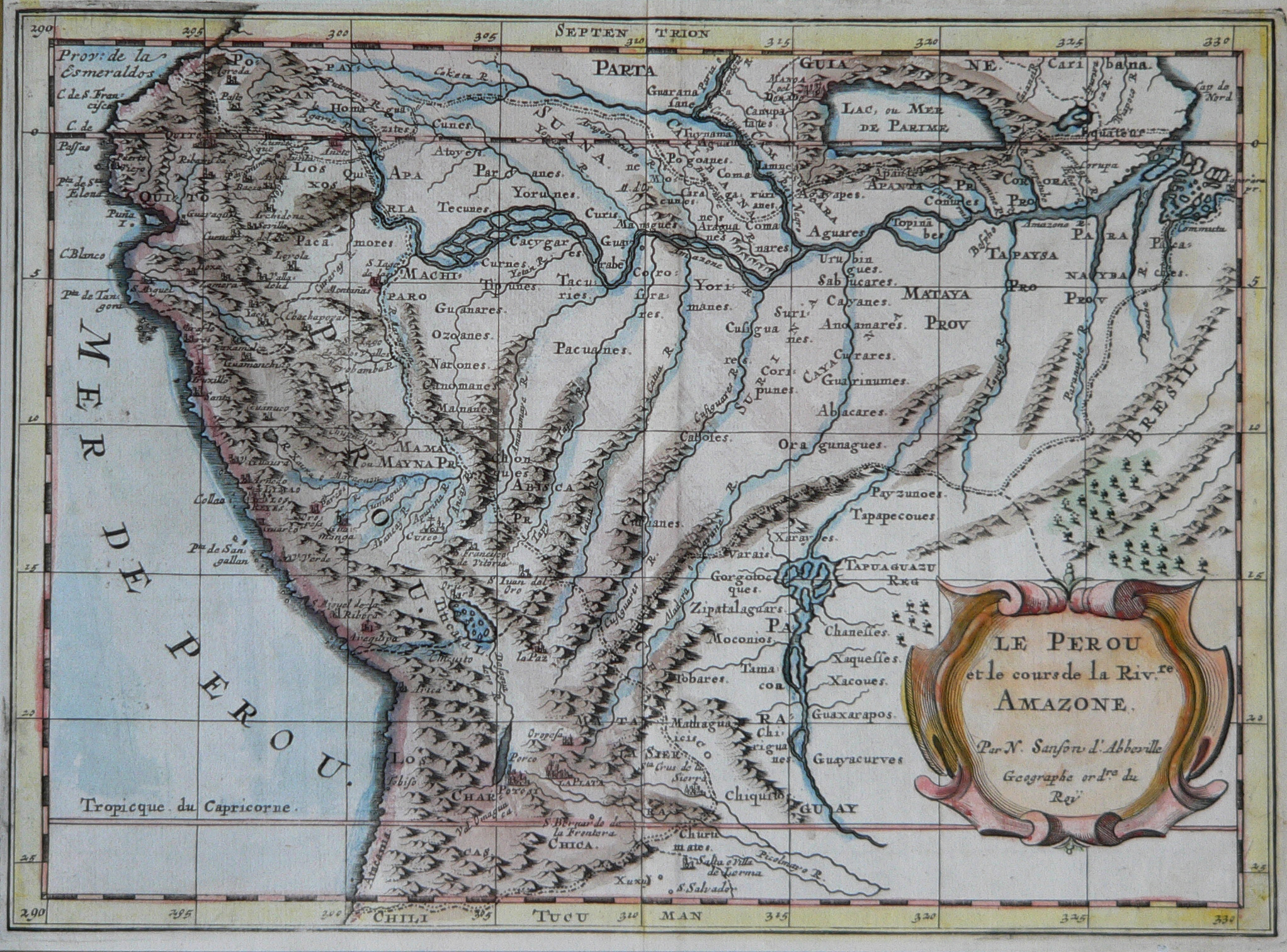
Río Amazonas.

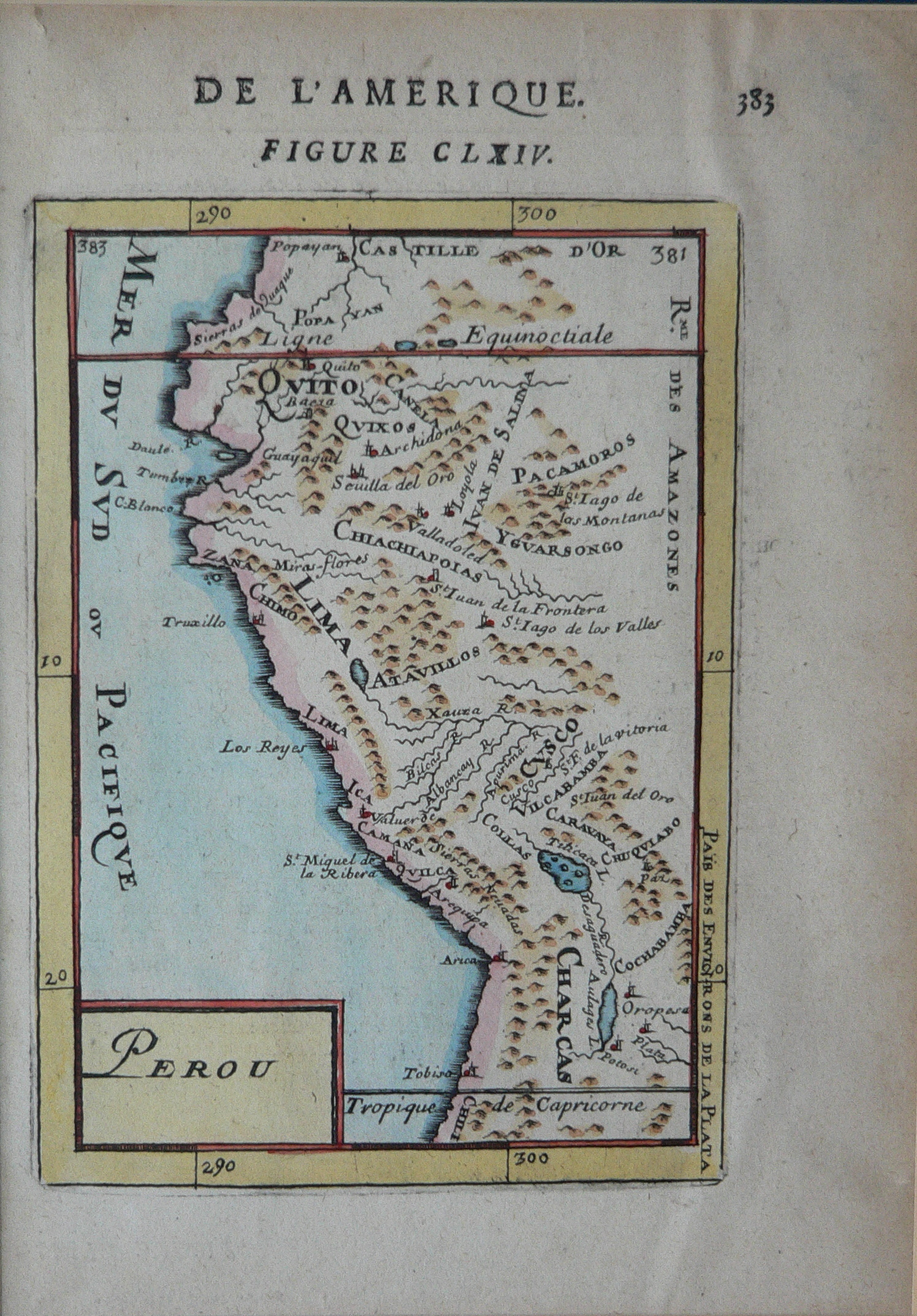
Mapa del Perú. 1683. Versión francesa.

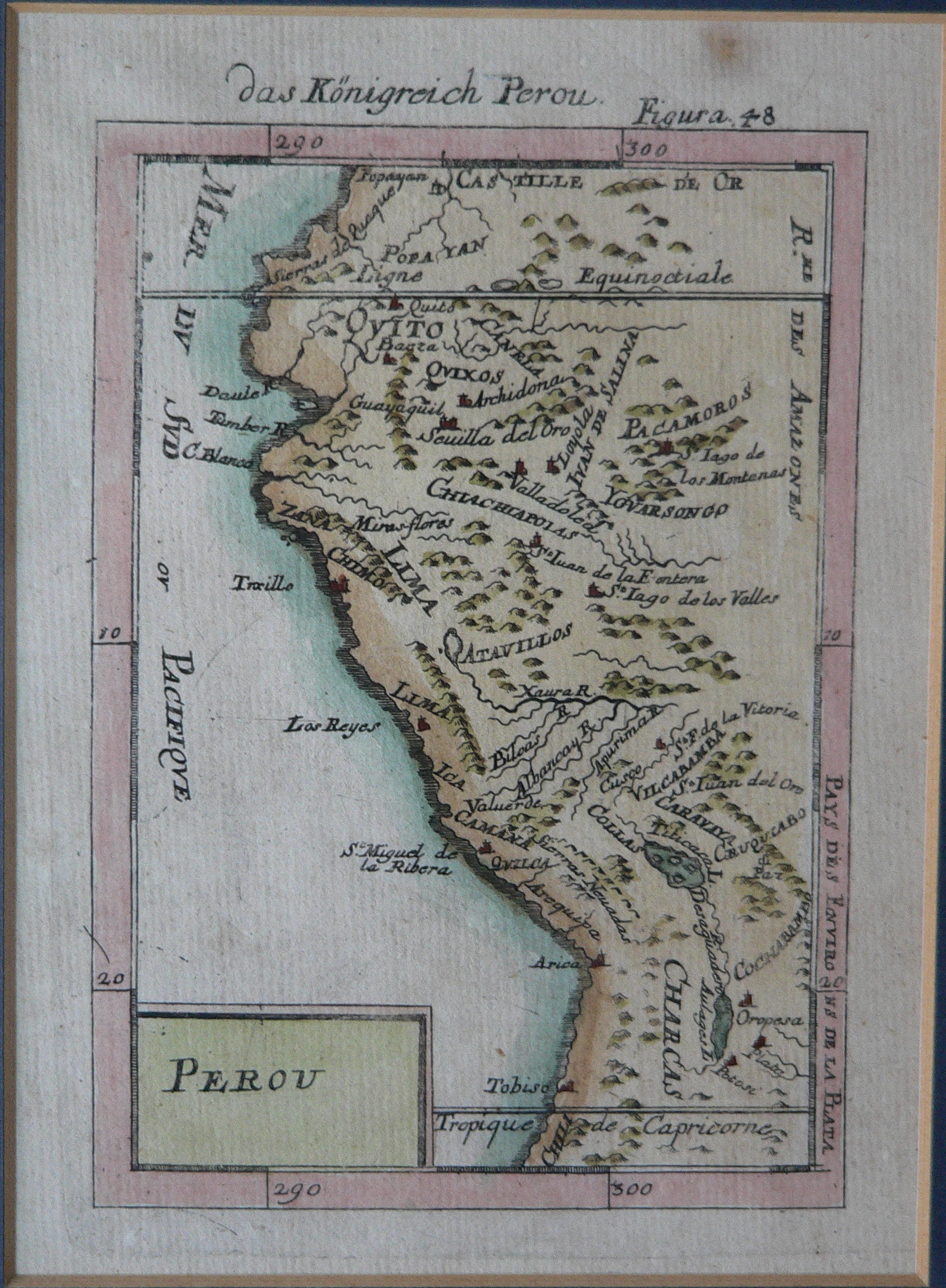
Mapa del Perú. 1683. Das Königreich Perou.

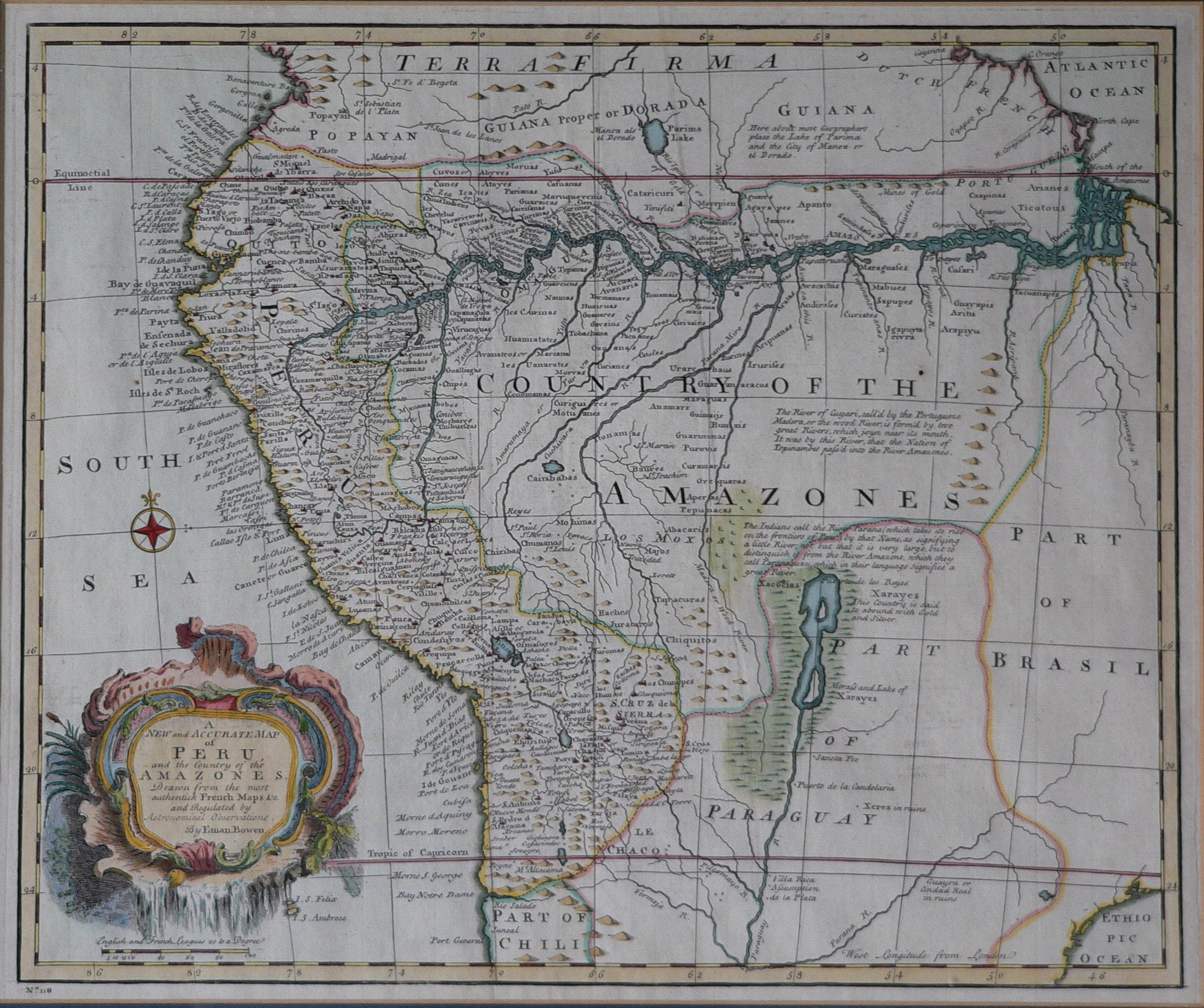
Mapa del Perú. Eman Bowen. Ca. 1750.

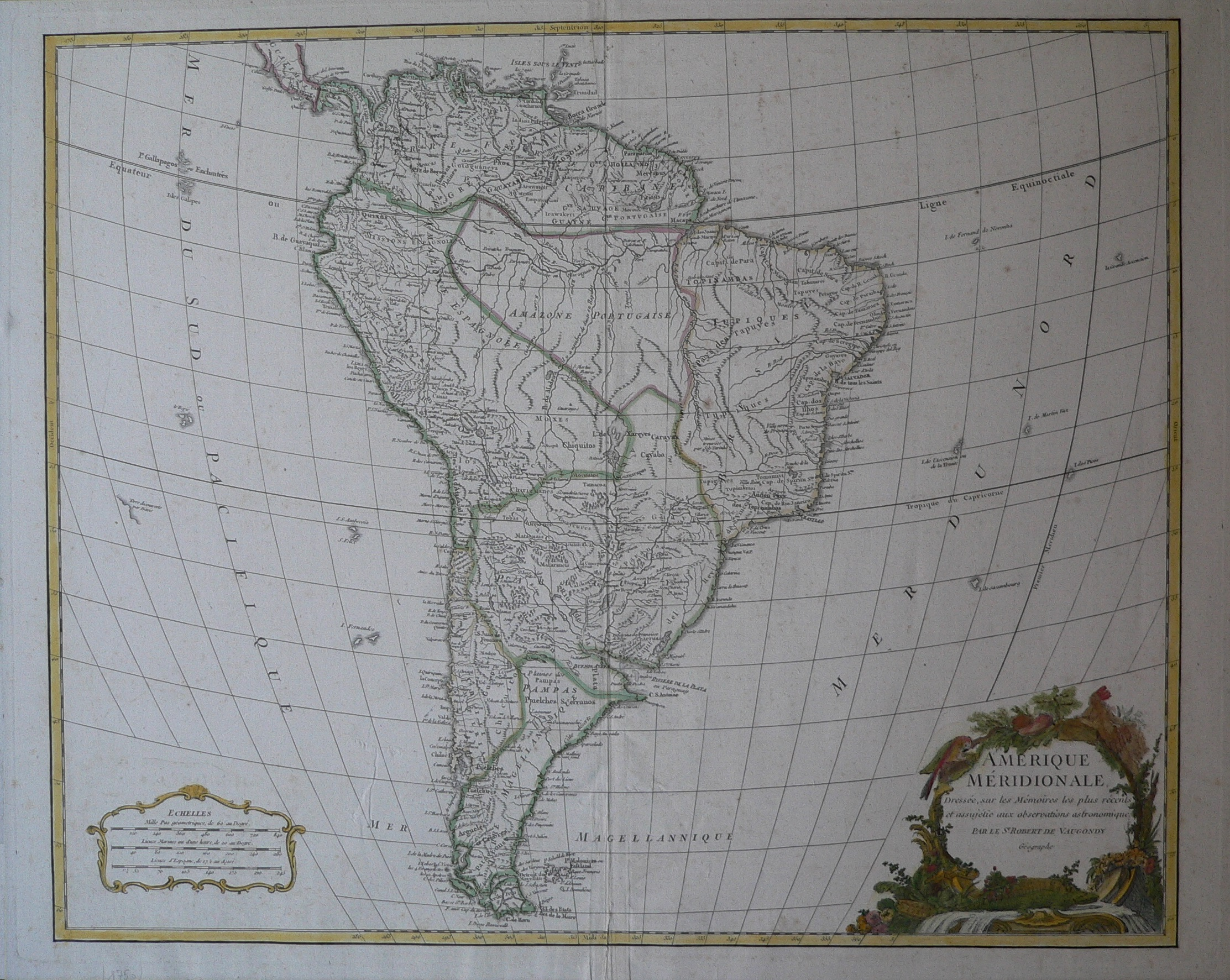
Mapa de Sudamérica. (1750) Robert de Vaugondy.

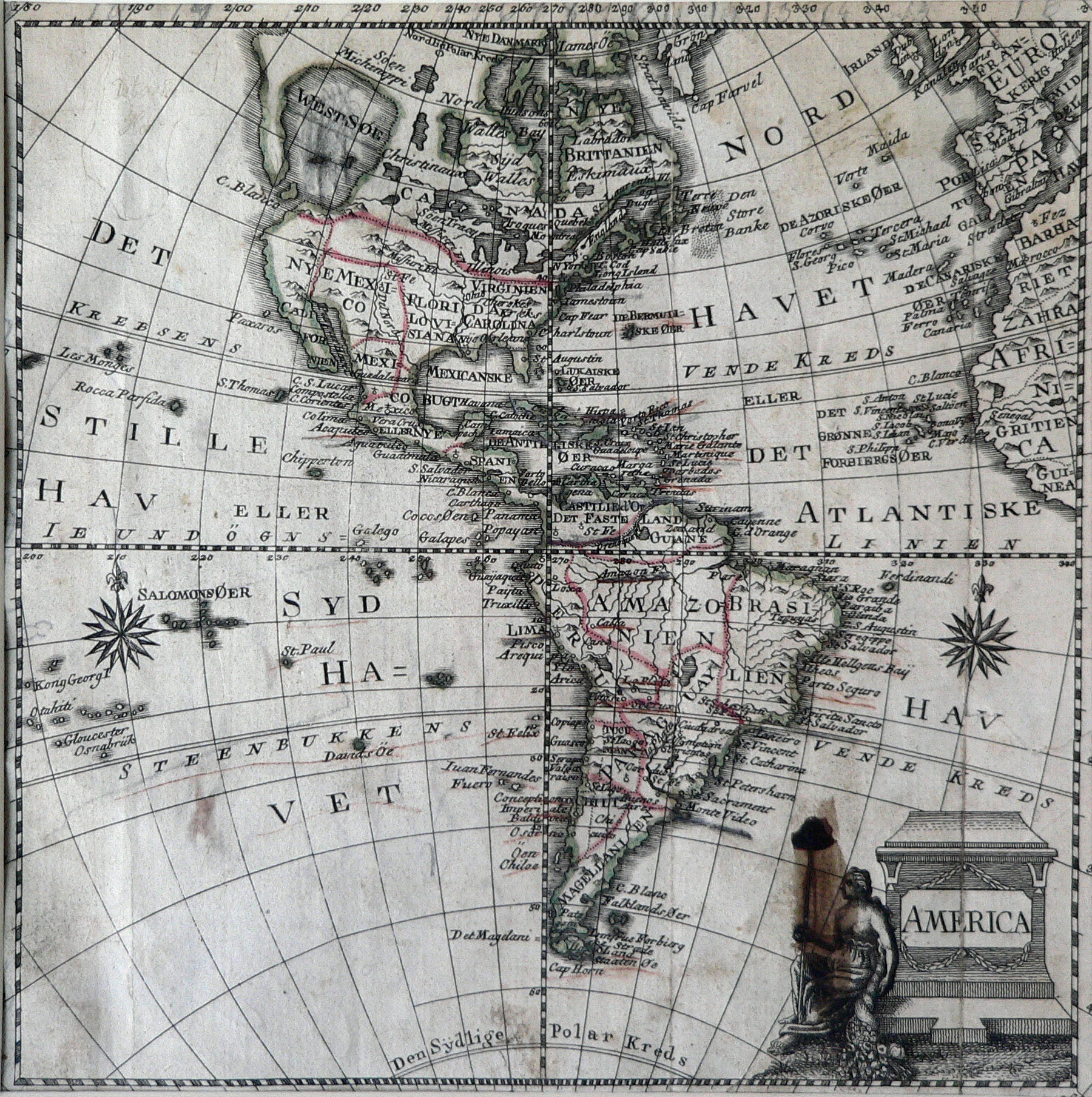
Mapa de América. Ca. 1770.

Producida la conquista del Imperio Inca y hasta el siglo XVIII, en la América española existieron dos grandes divisiones administrativas:
- Virreinato de Nueva España (o México, creado en 1542 y gobernado hasta ese año por Hernán Cortés; pero ya desde 1535, había sido nombrado virrey Antonio de Mendoza, quien asumió recién cuando Hernán Cortés dejó la gobernación. Sus límites abarcaron los del imperio Azteca. Estuvo conformado por:
  - Real Audiencia de Santo Domingo, creada en 1511 (ojo, antes que la fecha de creación del virreinato de Nueva España)
  - Real Audiencia de México, creada en 1527 (creada antes que el virreinato de Nueva España)
  - Real Audiencia de Panamá, creada en 1538, que alternó con el Virreinato del Perú.
  - Real Audiencia de Guatemala, creada en 1543.
  - Real Audiencia de Guadalajara, creada en 1548.
  - Real Audiencia de Manila, creada de 1583

- Virreinato del Perú, creado en 1542, tomando como base las gobernaciones de Nueva Castilla y Nueva Toledo. Su extensión original abarcó toda la parte occidental y sur de América del Sur, desde Panamá hasta Tierra del Fuego (Chile-Argentina). Estos límites en su mayor parte, abarcaron los límite del imperio Inca, salvo el límite sur, que fue ampliado del río Biobio (máximo límite sur del imperio Inca) hasta la Tierra del Fuego y el límite este que incorpora los territorios de la Amazonía, hasta los territorios del Imperio del Brasil (Portugal). Desde el siglo XVIII empezó a desmembrarse por la creación de otras circunscripciones territoriales. Los virreinatos del Perú y de Nueva España fueron los ejes de la administración colonial durante los siglos XVI y XVII.

En el siglo XVIII, en Sudamérica, desmembrando el Virreinato del Perú, se crearon los siguientes virreinatos:
- Virreinato del Perú, creado en 1542. Estuvo integrado por:

- Real Audiencia de Panamá, creado en 1538.
- Real Audiencia de Lima, creado en 1543.
- Real Audiencia de Santafé de Bogotá, creada en 1548 y que posteriormente pasó al Virreinato de Nueva Granada (siglo XVIII).
- Real Audiencia de Charcas, creada en 1559 y que alternó con el Virreinato del Río de la Plata.
- Real Audiencia de Quito, creada entre 1563 y 1575 y que posteriormente pasó al Virreinato de Nueva Granada en el siglo XVIII.
- Real Audiencia de Concepción, creada entre 1565 y 1575 y que pasó a la Capitanía General de Chile en 1789.
- Real Audiencia de Buenos Aires, creada en 1661 y que pasó al Virreinato del Río de la Plata en 1776.
- Real Audiencia de Santiago, creada en 1609 y que pasó a la Capitanía General de Chile en 1789.
- Real Audiencia del Cuzco, creado en 1787.

- Virreinato de Nueva Granada, formado en 1717 y refundado en 1739. Estuvo integrado por:

- Real Audiencia de Panamá, creada en 1538, que se desliga del Virreinato de Nueva España.
- Real Audiencia de Santafé de Bogotá, creada en 1548 que perteneció hasta el siglo XVIII al Virreinato del Perú.
- Real Audiencia de Quito, creada entre 1565 y 1575 que perteneció hasta el siglo XVIII al Virreinato del Perú.

De ese virreinato se originaron las actuales repúblicas de Panamá, Colombia, Venezuela y Ecuador. Por reales cédulas de 1802 y 1803 retornaron al Virreinato del Perú la Comandancia General de Maynas (actuales departamentos de Amazonas, San Martín y Loreto en Perú) y el Gobierno de Guayaquil[cita requerida]. La provincia peruana de Jaén, en el actual departamento de Cajamarca, perteneció a la Real Audiencia de Quito sólo entre 1563 y 1567 y entre 1819 y 1821, habiéndose pronunciado multitudinariamente por su pertenencia al Perú en ambas oportunidades, decisión ratificada por el virrey Francisco de Toledo (1569-1581) durante el reinado de Felipe II de España) y por el gobierno del Perú en 1821[cita requerida].
- Virreinato del Río de la Plata, creado en 1776. Estuvo integrado por:

- Real Audiencia de Buenos Aires, creada en 1661 (antes de la creación del virreinato del Río de la Plata) y que perteneció al Virreinato del Perú.
- Real Audiencia de Charcas, que alternó con el Virreinato del Perú hasta 1810, en que regresa al virreinato del Perú, como Alto Perú, hasta su segregación de la ya República del Perú.

La Real Audiencia de Charcas (Alto Perú). Con el inicio del proceso independentista en el virreinato del Río de la Plata a partir de 1809, la Real Audiencia de Charcas se desintegró para formar cinco provincias altoperuanas autónomas adheridas a las Provincias Unidas del Río de la Plata, hasta noviembre de 1816, cuando fueron ocupadas por el ejército español y reincorporadas al Virreinato del Perú. Es por ello que a la llegada de la independencia de la República del Perú, en 1821, la Real Audiencia de Charcas es el último territorio en manos del virrey del Perú (liberado definitivamente tras el triunfo independentista en la batalla de Ayacucho).
Este virreinato originó las actuales repúblicas de Argentina, Paraguay y Uruguay.
Además, del Virreinato del Perú, se crearon las siguientes capitanías:
- Capitanía General de Chile, creada en 1789. Tenía gobierno autónomo porque el capitán general gozaba de atribuciones similares a las del virrey del Perú. De esa capitanía se originó la actual República de Chile. Estuvo conformada por:

- Real Audiencia de Concepción, creada entre 1565 y 1575 y que perteneció al Virreinato del Perú.
- Real Audiencia de Santiago, creada en 1609 y que perteneció al Virreinato del Perú.

- Capitanía General de Venezuela, creada en 1773, también con gobierno autónomo. La República de Venezuela se originó en territorio de esta capitanía general. Estuvo conformada por:

- Capitanía General de Venezuela, creada en 1777.

- Real Audiencia de Caracas, creada en 1786.

### Cartografía del Virreinato
Durante el Virreinato del Perú, España llevó un registro cartográfico minucioso de sus colonias en América. Esto fue así con los propósitos de, en primer lugar, fijar sus posiciones coloniales frente a los demás países colonialistas de Europa, como Inglaterra y Portugal; y en segundo término, repartir las gobernaciones entre los conquistadores. sobre todo en la primera etapa de la  conquista del Perú.
La organización administrativa del virreinato contemplaba la presencia, entre otros funcionarios, de un Cartógrafo Mayor, que era el encargado de llevar los registros cartográficos de los dominios españoles en el continente americano, que eran actualizados toda vez que la Corona española creaba nuevos virreinatos, reales audiencias o capitanías generales. Era tarea del cartógrafo, registrar los cambios internos que se hacían dentro de sus circunscipciones territoriales como encomiendas, corregimientos e intendencias y partidos. Es por ello, que en la actualidad se cuenta con registros cartográficos de toda la época virreinal.
La impresión cartográfica basada en láminas de cobre tiene sus orígenes en la ciudad de Amberes. Algunos cartógrafos españoles que regresaron a Europa después de haber estado en el Perú trabajaron en estos mapas con los cartógrafos amberinos en el siglo XVI y posteriormente en Ámsterdam en el siglo XVII. La cartografía española que utiliza esta técnica se desarrolló en el siglo XIX, siguiendo los pasos de aquella de Amberes, de Ámsterdam, de Londres, de París y de la escuela alemana, principalmente.

### Primer atlas científico
Cabe indicar que el mapa de Diego Méndez, Peruviae Auriferae Regionis Typus, apareció en el famoso Atlas de Abraham Ortelius, con la denominación latina de Theatrum Orbis Terrarum. Este es el "primer atlas científico de la cartografía renacentista". Su primera edición tuvo lugar en 1570, en Amberes. En las sucesivas impresiones de este éxito editorial cartográfico del siglo XVI, se reeditó, con ampliaciones, en dos formatos distintos, magno o príncipe y burgués (reducido) hasta 1612, y en lenguas diversas al latín de la edición príncipe (alemán, castellano, francés, neerlandés, inglés, e italiano); en castellano se hicieron dos ediciones que corresponden a la década final del siglo XVI y a la primera del siglo XVII y son las más escasas.
El autor del trabajo, Diego Méndez, fue un sacerdote secular, capellán del Monasterio de la Encarnación en Lima y cosmógrafo del virreinato hasta su muerte a inicios del siglo XVII.

### Mapas del Perú durante el Virreinato
A continuación, se describen una serie de mapas que sobre el Perú se realizaron en su época y en donde ya se menciona en detalle la existencia de diversas ciudades y puertos desde donde fueron embarcados para su transporte a otras ciudades o para su exportación, diversos productos de intercambio o el Quinto Real.

### Evolución de los límites virreinales

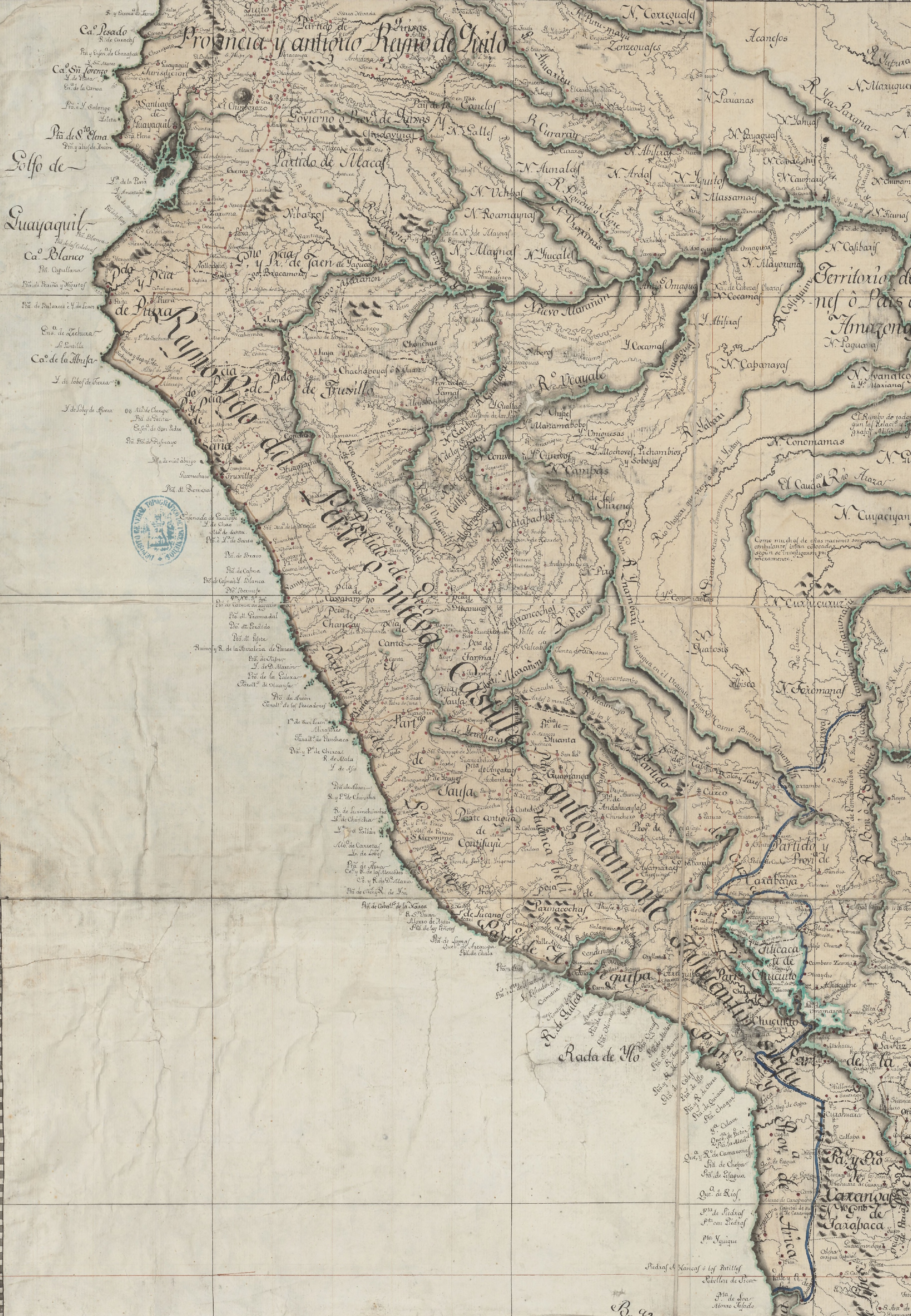
Virreinato del Perú en el mapa de la América del Sur de Agustín Ibáñez y Bojons del año 1800.

En la serie de mapas que se reproduce, se puede verificar los distintos cambios en los límites territoriales del virreinato, desde 1635, con el mapa elaborado por el cartógrafo Guillemos Blaeuw (edición príncipe, 300 ejemplares impresos); la posición es curiosa y aún no sigue los principios actuales de la cartografía moderna en cuanto a la posición de los puntos cardinales. Se destacan en este mapa los dominios españoles sobre la costa y sierra, dejando la Selva amazónica Amazonía como "territorios no descubiertos". El límite norte es el Virreinato de Nueva España o de México; el sur, el desierto de Atacama; por el este, deja fuera el lago Titicaca; y por el oeste, el límite es el océano Pacífico o Mar del Sur. Dada la escala empleada no aparecen los dominios del reino de Portugal.
El mapa del cartógrafo Nicolas Sanson D'Abbeville (1600-1667) editado alrededor de 1645 en monocolor y en 1647 a colores y consignado en la obra Le Pérou et le cours de la Rivière Amazone ("El Perú y el curso del río Amazonas"), muestra el desarrollo del río Amazonas demostrando que ya en esa época este era conocido y el territorio amazónico se había incorporado al virreinato.
El mapa del cartógrafo de Luis XIV Allain Mannesson Mallet (1630-1706), de 1683, no aporta mucho sobre los límites. Un dato curioso en este mapa (editado en francés) es que aparece el nombre de Charcas pegado al Trópico de Capricornio en el sur, entre Arca y Cobija (Tobija en el mapa) y al sur de este paralelo, Chile (Chili en el mapa) y en el margen derecho la inscripción: "Païs des environs de La Plata".
El mapa del cartógrafo Emanuel Bowen (¿...?-1767) de 1750, lleva el límite norte hasta Pasto; por el este con el Reino del Brasil; por el sureste limita con el Virreinato del Río de la Plata, creado el 1 de agosto de 1776 por Real Cédula de Carlos III de España (1759-1788). Por el sur, limita con el reino de Chile en el río Salado, quedando incorporados los territorios de la Real Audiencia de Charcas al Virreinato del Perú.
El mapa de América meridional del cartógrafo Robert de Vaugondy de 1750, confirma los límites norte, sur y sureste; pero el límite noreste con el imperio del Brasil, lo sitúa a muchísimos kilómetros al oeste del estuario del río Amazonas en el Atlántico y menciona los territorios que Emanuel Bowen dice peruanos como pertenecientes a la Guyana.
Finalmente el mapa levantado en 1770 por el cartógrafo Jonghe, confirma los límites norte, noreste y este; mientras que el límite sur, nuevamente es movido al segregar a la Real Audiencia de Charcas del Virreinato del Perú. El único límite que se mantiene estático, desde la fundación del virreinato, es el del oeste y no existe registro de modificación sustancial del litoral por catástrofes y/o fenómenos aleatorios.

Virreinato del Perú en 1810. La Capitanía General de Chile se independiza de Perú en 1798.
En 1802 se le agrega Maynas y Quijos.
En 1803 se le agrega Guayaquil y el territorio del Paposo.

## Época republicana
Proclamada la independencia del Perú el 28 de julio de 1821, el general José de San Martín convoca a un Congreso Constituyente, el cual inicia sus labores en septiembre de 1822. De acuerdo al reglamento adoptado para el efecto, acuden a esta cita los delegados de los departamentos de Lima, Trujillo, Tarma, Huaylas, La Costa, Cusco, Arequipa, Puno, Huancavelica, Maynas y Quijos (Jorge Basadre Grohmann).
Luego del desembarco del 8 de setiembre de 1820 en Paracas del Libertador José de San Martín, Guayaquil proclamó su independencia el 9 de octubre del mismo año, y formó parte de la Gran Colombia. El 7 de enero de 1821 Tumbes proclamó y juró su independencia en un Cabildo Abierto y el 4 de junio del mismo, hizo lo propio Jaén bajo el amparo de la protección de San Martín procediendo en 1822 a enviar diputados al Congreso Constituyente del Perú de 1822, pidiendo ser integrantes del territorio peruano. Maynas a su vez, se incorporó a la vida independiente como integrante del departamento de Trujillo, jurando la Constitución liberal del Perú de 1823.

### Uti possidetis iure
El principio del uti possidetis iure fue aplicado durante el siglo XIX respecto a los territorios emancipados del imperio español en la América hispana. Es decir, que una vez independizado, cada Estado surgido poseería el mismo territorio que le correspondía al final de la época colonial. Se tomó como base los territorios poseídos en 1810.
Así en América del Sur y América Central, al pasar a la vida independiente, se fijaron para los nuevos países, el uti possidetis iure de 1810; en otras palabras, los territorios que tenían a 1810 como integrantes del virreinato o capitanía general correspondiente, seguían siendo poseídos ahora como estado.
Al iniciarse la vida independiente del Perú se constituyó sobre el territorio del Virreinato del Perú, conformado por ocho intendencias: Trujillo, Tarma, Lima, Huancavelica, Huamanga, Arequipa, Cusco y Puno; la Comandancia General de Maynas y el Gobierno de Guayaquil.
- Por el principio del uti possidetis iure, la República del Perú se erigió sobre los territorios de las ocho intendencias, la Comandancia General de Maynas y el Gobierno de Guayaquil, que eran territorios que formaban parte del Virreinato del Perú, según las Reales Cédulas de 1802 y de 1803.
- Por el principio de la libre determinación pasó a formar parte del Perú, Jaén de Bracamoros, que pertenecía a la Real Audiencia de Quito. Asimismo, Guayaquil, que pertenecía al Perú, pasó a formar parte de la Gran Colombia.
- A comienzos de la República, el Perú limitaba al norte y noroeste con la Gran Colombia; por el este con Brasil; por el sudeste y sur con Bolivia y por el oeste con el océano Pacífico.

### Expansionismo brasileño

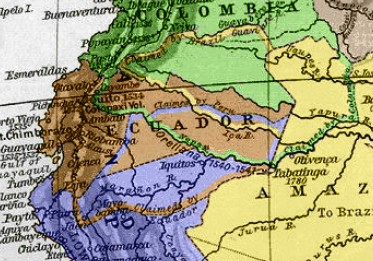
Territorios en disputa por Perú, Brasil, Colombia y Ecuador desde principios del hasta mediados del.

Perú, al igual que Colombia, no pudo reclamar la soberanía de manera efectiva sobre su región de la selva amazónica. En 1867, y siendo presidente de Perú el coronel Mariano Ignacio Prado, el país andino perdió los territorios legalizados por el Tratado de San Ildefonso de 1777 entre España y Portugal, mediante el Tratado firmado entre Brasil-Bolivia llamado Muñoz-Neto, del 27 de marzo de 1867; estos territorios se ubicaban al sur de la línea que iba desde los orígenes del río Yavarí hasta el río Madeira. En el referido tratado, ambos países, Brasil y Bolivia, incluyeron territorio peruano comprendido entre los ríos Yavarí y el Madeira, que nunca fue reclamado, quedándose en posesión de Brasil definitivamente.
El 25 de octubre de 1902, la guarnición peruana de Amuheya rechazó a un destacamento brasileño que le exigía abandonar su puesto. En 1903, una lancha con personal peruano del comisariato de Chandles fue baleada en el Acre. En 1904, el coronel brasileño José Ferreira arribó al río Santa Rosa, afluente del Purús, y saqueó caucho y siringa a extractores peruanos. En noviembre de ese año, la guarnición de Amuheya se rindió ante fuerzas brasileñas superiores después de dos días de combates. Considerando imposible defender militarmente la región, la pérdida peruana se hizo efectiva por el Tratado Velarde-Río Branco de 1909 y un recorte territorial complementario se fijó con el Tratado Polo-Sánchez Bustamante que se llevó a cabo con Bolivia, también de 1909.

### Independencia y república
Con el desembarco de San Martín y la independencia del Perú, en 1820 y 1821, respectivamente, comienzan los conflictos con los países vecinos. El primero de ellos, ocurrió con la Gran Colombia durante la entrevista de Guayaquil, entre el general José de San Martín y el general Simón Bolívar.
El 25 de mayo de 1822, tropas peruano–grancolombianas derrotaron a los realistas en la batalla de Pichincha y ocuparon Quito el 25 de mayo. El contingente peruano que intervino en esta batalla, estuvo compuesto por 1600 efectivos al mando del coronel Andrés de Santa Cruz y se unió a la tropa patriota grancolombiana en Saraguro el 9 de febrero de 1822. Posteriormente, el general Simón Bolívar anexa manu militari Guayaquil a la Gran Colombia, a pesar de que la provincia de Guayaquil, si bien contaba con un fuerte partido peruanista, se había pronunciado por conservar "un gobierno independiente, hasta que los Estados del Perú y Colombia sean libertados del gobierno español, en cuyo caso queda en entera libertad de agregarse al Estado que más le conviniese". Tanto el Libertador del Norte, general Simón Bolívar, como el Libertador del Sur, general José de San Martín, estaban convencidos de que la definición de la independencia americana, tenía que darse en suelo peruano, por lo que el propósito de Simón Bolívar, era llegar al Perú.
La reclamación por parte de Ecuador de un acceso con soberanía a la cuenca del Amazonas se remonta a 1827, cuando Simón Bolívar, gobernante de la Gran Colombia, de la que formó parte Ecuador hasta 1830, reclamó como territorios que le correspondían a su país los de Tumbes, Jaén y Maynas (conformado por los actuales territorios de Loreto, Amazonas y San Martín). Colombia reclamaba esa comarca como compensación por las deudas de la campaña emancipadora y por los "reemplazos" (el costo de reponer con nuevos efectivos las bajas sufridas en las tropas de apoyo a la guerra independentista peruana)[cita requerida]. En respuesta, el 17 de mayo de 1828, el Congreso de la República del Perú rechazó tales pretensiones, que dejaban de lado el principio de tomar como punto de partida el territorio tradicionalmente ocupado por cada país al proclamarse la independencia (Uti possidetis iure de 1810) y autorizó al presidente José de La Mar a tomar las medidas militares del caso[cita requerida].
El armisticio del 10 de julio de 1829, y el Tratado Larrea-Gual, del 22 de septiembre del mismo año, descartaron cualquier discusión sobre presuntos derechos al sur de la línea de frontera determinada por el río Zarumilla. Luego de constituido el estado ecuatoriano, fue necesario suscribir diversos acuerdos y tratados ante la sorpresiva presentación de tesis que desconocían uno y otro tramo de frontera, sobre todo en la parte amazónica.
Nuevas negociaciones condujeron a un tratado peruano-ecuatoriano en 1832 y a otro referido esencialmente al acceso al río Amazonas, en 1860.
En 1825, nuevamente Bolívar, segrega territorios del Perú, al separar el Alto Perú, para crear la República de Bolívar (posteriormente llamada Bolivia), por iniciativa del mariscal Antonio José de Sucre.
A inicios del siglo XIX, Simón Bolívar postuló la idea de la creación de una gran nación iberoamericana uniendo los recientes países liberados del yugo de España. Sin embargo, sus diferencias con otros líderes sudamericanos hicieron fracasar la idea. Esta iniciativa influyó en personajes como Andrés de Santa Cruz, quien pensó en unir en un solo país a Perú y Bolivia (que hasta 1825 era conocida como Alto Perú).
El 23 de febrero de 1835 en el Perú, siendo presidente constitucional Luis José de Orbegoso, Felipe Santiago Salaverry tomó a la fuerza el control del país. Cabe destacar que Orbegoso quedó con el control del sur del país. Santa Cruz, entonces presidente boliviano, le ofreció su apoyo para vencer a Salaverry y consolidar su gobierno, bajo la condición de que este le diera las facilidades necesarias para que su idea integradora viera la luz. Orbegoso aceptó, y con la ayuda de Santa Cruz, venció a Salaverry el 7 de febrero de 1836, mandándolo fusilar, con lo que pudo retomar el gobierno del Perú.

### Confederación Perú-Boliviana

El Estado Sud-Peruano se componía de cuatro departamentos: 1. Arequipa, Ayacucho, Cuzco, Puno y Litoral.

Ubicación de la Confederación Peruano-Boliviana.

La Confederación Perú-Boliviana, es un Estado desaparecido constituido por la confederación de tres repúblicas: El Estado Nor-Peruano, el Estado Sud-Peruano y la República de Bolivia (las dos primeras de efímera existencia), bajo la égida de Andrés de Santa Cruz. La referida Confederación únicamente duró desde 1835 hasta 1839, pues fue disuelta militarmente luego de una guerra declarada por Chile y en la cual tropas de ese país invadieron el territorio confederado con la ayuda de militares peruanos opositores a Santa Cruz.

### Guerra del Pacífico
Producida la disolución de la Confederación, décadas más tarde el Perú tuvo que afrontar el conflicto bélico más importante de su historia, producido entre los años 1879 y 1883. Es conocida esta conflagración bélica como la Guerra del Pacífico o Guerra del Salitre, que enfrentó a la alianza conformada por Bolivia y Perú contra Chile. Derrotada la alianza, Perú perdió la soberanía sobre las provincias de Tarapacá, Arica y temporalmente la posesión parcial de las provincias de Tacna y Tarata.
En 1925 Chile desocupó la provincia de Tarata.
Recién en 1929, en virtud al Tratado de Lima, recuperó el departamento de Tacna, perdiéndose definitivamente la Provincia de Arica. Con la guerra del Pacífico, se cierran los conflictos bélicos del Perú en el siglo XIX.

### SigloXX
En el siglo XX se producen nuevos conflictos en la frontera norte con Ecuador y Colombia, así como nuevas negociaciones con Brasil y Bolivia.
Estos sucesos terminan por configurar las fronteras del Perú en forma definitiva y completa ya que el Perú actual no tiene reclamación pendiente alguna con ninguno de sus vecinos.

### La cuestión del Acre

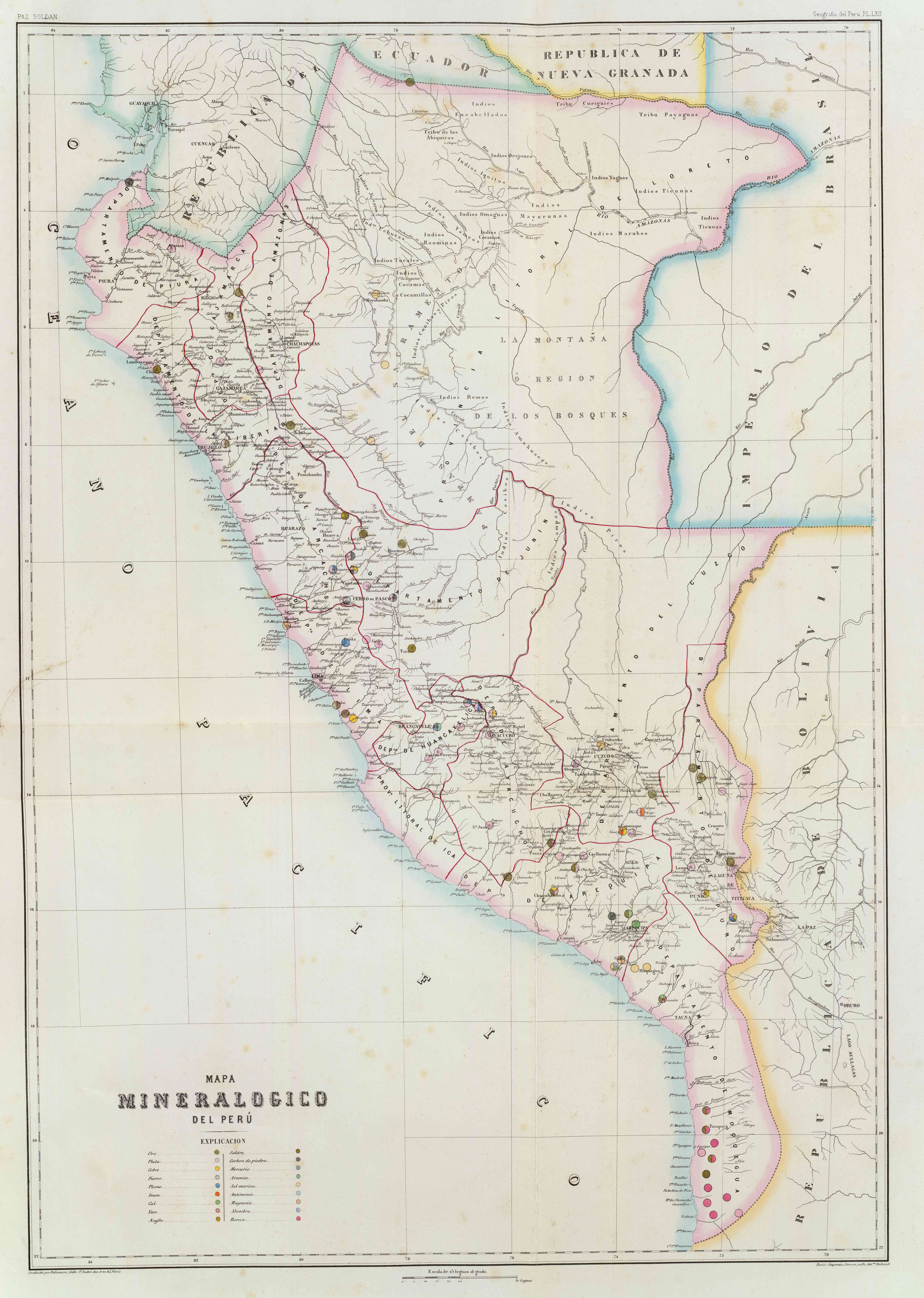
Mapa del Perú en 1865.

El territorio peruano se extendía desde las nacientes del río Yavarí a lo largo del 7°7S hasta la vaguada  del río Madeira que servía de frontera con Brasil. Sin embargo, entre 1867 y 1909, todo el territorio del Acre pasó al Brasil sin librarse batalla. Los presuntos derechos del Brasil sobre esa extensa zona se remontan a que, en 1867, el presidente boliviano Mariano Melgarejo había cedido por el Tratado de Ayacucho  territorios peruanos y lo hizo nuevamente en 1889, luego de una larga disputa que duró casi 30 años. Desde entonces Brasil quiso hacerse por la fuerza de dichas tierras, deseando extenderse inclusive hasta el río Purús y el río Yuruá.
El 25 de octubre de 1902, la guarnición peruana de Amuheya rechazó a un destacamento brasileño que le exigía abandonar su puesto. En 1903, una lancha con personal peruano del comisariato de Chandles  fue baleada en el Acre. En 1904, el coronel brasileño José Ferreira arribó al río Santa Rosa, afluente del Purús, y saqueó caucho y siringa a extractores peruanos. En noviembre de ese año, la guarnición de Amuheya  se rindió ante fuerzas brasileñas superiores después de dos días de combates. Considerando imposible defender militarmente la región, la pérdida peruana de 267 703 km² se hizo efectiva por el Tratado Velarde-Río Branco de 1909.

## Tratados limítrofes
Las siguientes, son las fronteras definitivas que presenta la actual República del Perú, en relación con los Tratados Internacionales, ya sean de Paz, Amistad y Límites o sobre Navegación y Comercio, suscritos, aprobados por los Congresos de las repúblicas implicadas y sus protocolos canjeados. Dichos límites, fueron aprobados por Ley, quedando por tanto cerradas las fronteras del Perú, no existiendo reclamación de territorios pendientes ni del Perú ni de sus vecinos.
| Tratados Fronterizos del Perú | Tratados Fronterizos del Perú | Tratados Fronterizos del Perú |
| País                          | Tratado                       | Fecha                         |
| ----------------------------- | ----------------------------- | ----------------------------- |
| Brasil                        | Tratado Velarde-Río Branco    | 8 de septiembre de 1909       |
| Bolivia                       | Tratado Polo-Bustamante       | 17 de septiembre de 1909      |
| Colombia                      | Tratado Salomón-Lozano        | 24 de marzo de 1922           |
| Chile                         | Tratado de Lima               | 3 de junio de 1929            |
| Ecuador                       | Protocolo de Río de Janeiro   | 29 de enero de 1942           |

### Con Ecuador
El Perú limita con Ecuador desde 1830, año en que se desintegró la Gran Colombia, dando origen a las repúblicas de Venezuela, Colombia y Ecuador. La frontera con el Ecuador quedó delimitada mediante el Protocolo de Paz, Amistad y Límites de Río de Janeiro, firmado el 29 de enero de 1942, por el doctor Alfredo Solf y Muro, Ministro de Relaciones Exteriores del Perú y Júlio Tobar Donoso, Ministro de Relaciones Exteriores del Ecuador. Se constituyeron garantes de su cumplimiento Brasil, Argentina, Chile y los Estados Unidos de América.
Este tratado internacional fue aprobado por el Congreso del Perú, el 26 de febrero de 1942 (Resolución Legislativa N.º 9574) y por el Congreso del Ecuador, el 28 de febrero del mismo año.
La frontera entre Perú y Ecuador fue demarcada a lo largo de 1.450 kilómetros, en la década de los años 1950. Los gobernantes ecuatorianos se opusieron a que se concluyera la colocación de los hitos en una parte de la cordillera del Cóndor, exactamente en un sector de 78 kilómetros, de un total de 1.528,54, que es la longitud de la frontera entre ambos países. Desde entonces se han generado numerosos conflictos, como la guerra ocurrida en 1858-1860 la cual se generó en un impase diplomático surgido a raíz de la decisión de Ecuador de otorgar a sus acreedores ingleses los extensos territorios amazónicos disputados con el Perú, la cual Perú invadió Guayaquil donde impone la firma del Tratado Mapasingue, declarando nula la adjudicación de tierras peruanas y obligando a la suspensión del negocio ecuatoriano-inglés pero el más importante de todos en la Guerra peruano-ecuatoriana de 1941-1942, cuyo resultado favoreció en las armas al Perú, siendo perjudicado de esta disputa el Ecuador ya que el Protocolo de Río de Janeiro, suscripto el 29 de enero de 1942 debió reconocer la pérdida de la mitad de su territorio. Los últimos conflictos se dieron en 1981 en el conflicto del falso Paquisha donde se detectó puestos instalados por tropas ecuatorianas en territorio sin delimitar pero que luego pasaron a ser desalojadas por el Ejército Peruano.  A raíz de la guerra del Cenepa de 1995, se firmó el Acta de Brasilia donde se reafirma la soberanía de Tiwinza y el territorio en disputa como territorio Peruano, que complemente al Protocolo de Paz, Amistad y Límites de Río de Janeiro, habiéndose colocados los hitos correspondientes a esos 78 kilómetros de frontera, quedando el conflicto de límites resuelto definitivamente con el Ecuador.

#### Límites marítimos entre el Perú y el Ecuador
En mayo del 2011, Perú y Ecuador firmaron notas diplomáticas idénticas, llamadas también notas reversales, las cuales constituyeron un entendimiento donde se define de manera detallada la frontera marítima entre ambos países en atención a la existencia de «circunstancias especiales», sin mencionar la Declaración de Santiago de 1952 ni el Convenio sobre Zona Especial Fronteriza Marítima de 1954. Dichas notas reversales fueron registradas de manera conjunta por ambos países en las Naciones Unidas, por lo que, en definitiva, la República del Ecuador expresó que no participaría en el proceso ante la Corte Internacional de Justicia, sobre la controversia de delimitación marítima entre Chile y Perú. El informe anual del Secretario General de la Naciones Unidas, correspondiente a 2011, indicó que la Secretaría había registrado como acuerdo internacional el formalizado mediante el intercambio de notas de contenido idéntico entre la República del Perú y la República del Ecuador, en 2 de mayo de 2011. En virtud a este acuerdo, el Perú presentó una nota dirigida al Secretario General de las Naciones Unidas en la que expresa que está conforme en que, debido a la presencia de islas, el paralelo geográfico que pasa por Boca de Capones –según se ilustra en la Carta Náutica del Ecuador IOA42– es el límite marítimo entre ambos países, conforme al punto IV de la Declaración de Santiago y con los demás aspectos que constan en las notas de contenido idéntico intercambiadas a la fecha.
Meses después, el 23 de noviembre de 2012, los presidentes de Ecuador y Perú suscribieron declaración presidencial conjunta sobre el reconocimiento internacional del golfo de Guayaquil como "bahía histórica", en cuyo numeral II se indica que el "Acuerdo por Intercambio de Notas de Contenido Idéntico" de mayo de 2011, "Determinó que, en atención a la existencia de circunstancias especiales en el área adyacente a la frontera terrestre común, el límite entre los espacios marítimos" de ambos Estados, lo que apoyó según el Perú, la visión conjunta de que los límites marítimos fueron fijados recién el 2011 mediante las notas reversales.

### Con Colombia

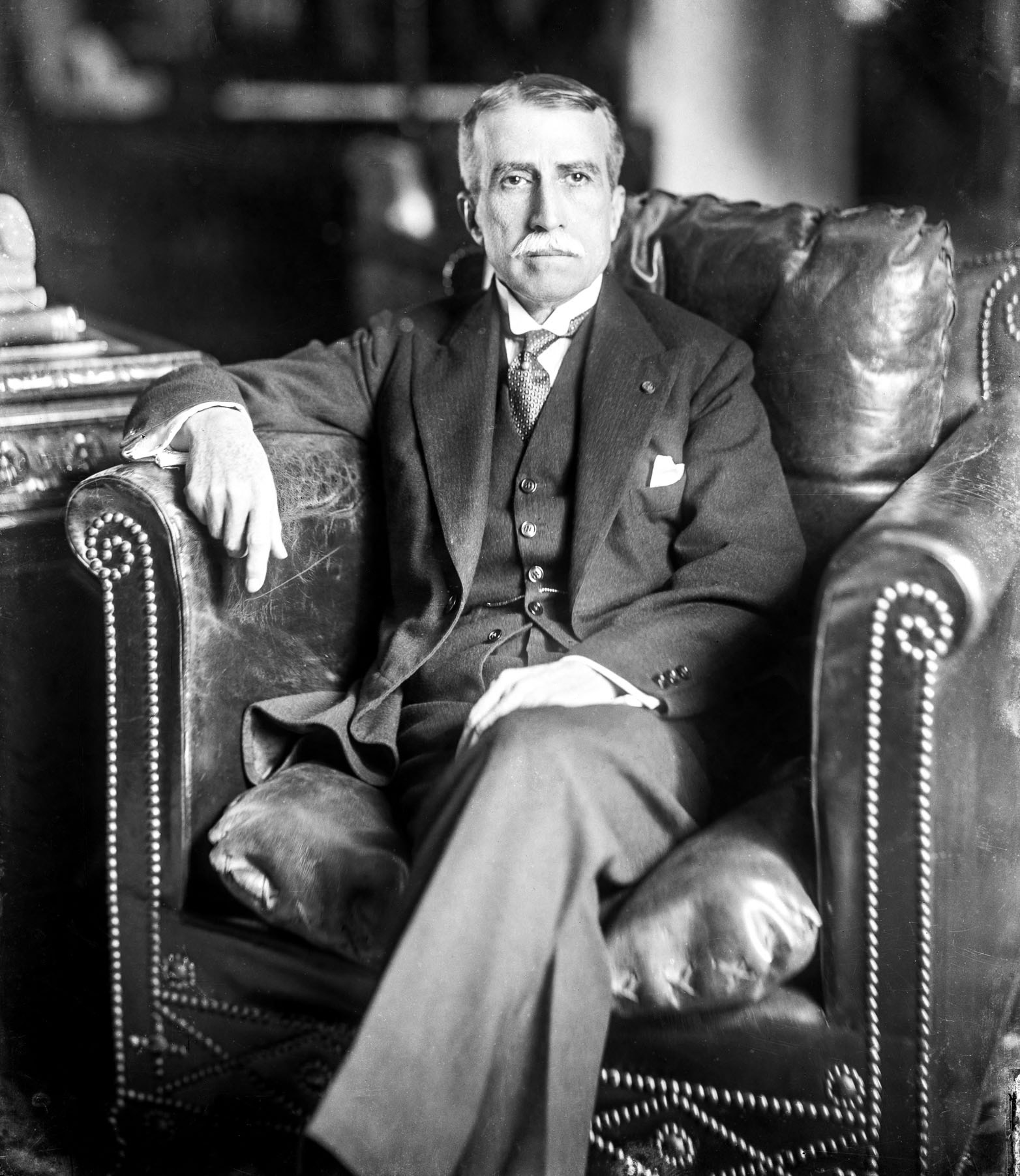
El presidente peruano Augusto B. Leguía (1908-1912 y 1919-1930), afrontó abiertamente la solución de los problemas limítrofes con los cinco países vecinos del Perú, solución irresponsablemente prorrogada o desatendida por sus antecesores.

Los límites entre Perú y Colombia quedaron fijados mediante el Tratado Salomón-Lozano, firmado en Lima el 24 de marzo de 1922 entre el ministro plenipotenciario de Colombia Pablo Lozano y el ministro de Relaciones Exteriores del Perú Alberto Salomón Osorio.

### Con Brasil
La frontera con Brasil fue delimitada por dos tratados: la Convención Fluvial sobre Comercio y Navegación y Parcial Acuerdo de Límites entre Perú y Brasil, firmado en Lima, el 23 de octubre de 1851, que fijó la línea de frontera al norte de la naciente del río Yavarí; y el Tratado entre el Perú y Brasil para la determinación de las fronteras entre los dos países y establecer principios generales sobre su comercio y navegación en la cuenca del Amazonas y Protocolo (Tratado de Límites, Comercio y Navegación en la Cuenca del Amazonas entre Perú y Brasil), firmado en Río en 1909.

### Con Bolivia
Después de numerosas tratativas para alcanzar un acuerdo de límites entre Perú y Bolivia, ambos países apelaron al arbitraje de Argentina en 1902. La antigua disputa entre la Audiencia de Charcas (que se correspondía aproximadamente con Bolivia) y el Virreinato del Perú (Perú); a pesar del laudo arbitral argentino de 1909, termina fallando en favor del Perú y comprometiendo territorios bolivianos que no estaban dentro de la discusión que el Perú pretendía reivindicar, desatando disputas.
La repulsiva boliviana al laudo arbitral provocó la ruptura de relaciones con la Argentina, mientras el Perú declaraba que la no aceptación del laudo sería considerada como declaratoria de guerra.
Ambos países se entendieron directamente, y en 1909 se firmó el tratado por el cual Bolivia reconocía la soberanía peruana sobre unos 250 000 km² ubicados en la cuenca del río Madre de Dios y el río Purús en la Amazonia, a cambio el Perú reconoció la soberanía boliviana sobre la zona de la región del Acre situada al sur del río homónimo, que comprende 91 726 km².
La frontera con Bolivia fue delimitada también por dos tratados: el Tratado de Demarcación de Fronteras entre Perú y Bolivia, firmado en La Paz, el 23 de septiembre de 1902 y el Tratado de Rectificación de Fronteras entre Perú y Bolivia, firmado en La Paz, el 17 de septiembre de 1909; el Protocolo firmado en La Paz el 2 de junio de 1925 y el Protocolo Ratificatorio firmado en La Paz el 15 de enero de 1932.

### Con Chile

Mapa que muestra los cambios territoriales surgidos a base del Tratado de Ancón (1883).

Mapa explicativo de la Cuestión de Tacna y Arica y posterior solución con el Tratado de Lima (1929).

Por el Tratado de Paz y Amistad entre Perú y Chile (Tratado de Ancón), firmado en Lima, el 20 de octubre de 1883, el Perú cedió a Chile el territorio de la provincia Litoral de Tarapacá, que tenía como límite norte el río y quebrada de Camarones y, por el sur, el río Loa.
Además, las provincias de Tacna y Arica continuarían en poder de Chile durante diez años, y a su vencimiento, un plebiscito decidiría si dichas provincias retornaban al Perú o pasaban definitivamente a Chile. El plebiscito en mención, nunca se realizó. Por el contrario, se habrían puesto en práctica una política de persecución a los peruanos que vivían en ellas y una chilenización de ambas provincias.
El 3 de junio de 1929, se firmó en Lima el Tratado y Protocolo Complementario para resolver la cuestión de Tacna y Arica (Tratado de Lima). En virtud de este tratado Tacna retornaba al Perú y Arica pasaba a integrar, en forma definitiva, el territorio chileno. También en este tratado, se fijó la línea de frontera entre ambos países, cuyo punto de inicio es materia de debate en la Corte Internacional de La Haya:
El artículo quinto de este Tratado y protocolo Complementario (Tratado de Lima) establece que, para el servicio del Perú, el "Gobierno de Chile" construirá a su costo, dentro de los 1.575 m² de la bahía de Arica, un malecón de atraque para vapores de calado, un edificio para la agencia aduanera peruana y una estación terminal para el ferrocarril a Tacna, establecimientos y zonas donde el comercio de tránsito del Perú gozará de la independencia propia del más amplio puerto libre".

#### Límites marítimos entre el Perú y Chile

Mapa de la frontera entre Perú y Chile.

Sobre el límite marítimo surgió una controversia entre la República del Perú y la República de Chile, a partir del argumento peruano que la delimitación del límite marítimo entre ambos países estaría aún sin determinar; Chile sostenía, en cambio, que no existían temas limítrofes pendientes con el Perú, por cuanto existirían tratados internacionales vigentes sobre la materia. Luego de seguir un largo proceso ante la Corte Internacional de Justicia de La Haya, ésta sentenció estableciendo de manera definitiva la frontera marítima común, la cual se inicia en el punto en que el paralelo geográfico que pasa por el Hito N.º 1 se interseca con la línea de baja marea, y a partir de allí se prolonga hasta las 80 millas, luego continúa en dirección sudoeste sobre una línea equidistante desde las costas de ambos países hasta su intersección con el límite de las 200 millas náuticas medidas desde las líneas de base de Chile y, posteriormente, continúa hacia el sur hasta el punto de intersección con el límite de las 200 millas marinas medidas desde las líneas de base de ambos países. La Corte definió el trazado de la frontera marítimas sin determinar las coordenadas geográficas precisas y dispuso que las partes debían proceder a determinar tales coordenadas de conformidad con el fallo, lo cual ocurrió el 25 de marzo de 2014, mediante la suscripción de un acta llevada a cabo en la sede de la Cancillería de Perú.

## Límites actuales
Perú actualmente tiene una superficie continental de 1.285.215,6 km² y un perímetro total de 10.152,762 km. La mayor longitud de frontera y una de las más agrestes, es con Brasil, la cual tiene una longitud de 2.822,496 km entre la boca del río Yavarí y la boca del río Yaverija en el Acre y se desarrolla íntegramente en selva amazónica y la de menor longitud, con Chile de apenas 169 km entre la meseta de Ancomarca hasta un punto en las cercanías del océano Pacífico: el punto "Concordia" según el Perú, el Hito N.º 1 según Chile. Los límites totales según su mayor o menor longitud, son:
- Límite Perú-Brasil: 2.822,496 km desde la boca del río Yavarí hasta la boca del río Yaverija en el Acre.
- Límite Perú-Ecuador: 1.528,546 km desde la boca de Capones hasta la boca del Güepí en el río Putumayo.
- Límite Perú-Colombia: 1.506,06 km desde la boca del río Güepí hasta la confluencia del río Yavarí con el río Amazonas.
- Límite Perú-Bolivia: 1.047,160 km desde la boca del río Yaverija en el Acre hasta la meseta de Ancomarca, en 17° 29‘ 57“ de latitud sur y 69° 28‘ 28“ de longitud oeste (UTM: N8031396,478; E20229373,478; Zona: 0,000; Factor escala: 4,917).
- Límite Perú-Chile: 169 km, desde la meseta de Ancomarca, en 17° 29‘ 57“ de latitud sur y 69° 28‘ 28“ de longitud oeste (UTM: N8031396,478; E20229373,478; Zona: 0,000; Factor escala: 4,917) hasta el punto denominado Concordia (18°21′8″ Latitud Sur) en el Océano Pacífico. Chile sostiene que es hasta el Hito N.º 1 (18°21′0″ Latitud Sur).
- Litoral en el Mar de Grau: 3.079,50 km, desde el límite con el Ecuador en el talweg de la Boca de Capones en el norte hasta la intersección del paralelo geográfico que cruza el «Hito n.º 1» con la línea de bajamar.

El Perú, geográficamente, limita, en virtud de la Ley N.º 24650:
- Por el norte: con Ecuador y Colombia.
- Por el sur: con Chile y Bolivia.
- Por el este: con Brasil y Bolivia.
- Por el oeste: con el Océano Pacífico o Mar de Grau.

El mar adyacente a las costas del Perú, presenta características singulares que determinan la existencia de una importante biomasa de plancton y fitoplancton, más de 600 especies de peces y una gran variedad y cantidad de mamíferos marinos, moluscos y crustáceos, entre los géneros más importantes de la fauna marina. Adicionalmente, en su plataforma continental y otras áreas submarinas, el Perú posee petróleo, gas natural y diversos recursos minerales y energéticos.
La Constitución peruana establece que el dominio marítimo del Perú comprende el mar adyacente a sus costas, así como su lecho y subsuelo, hasta la distancia de 200 millas marinas (artículo 54.º). Mediante la Ley N.º 23856 del 24 de mayo de 1984 se dio la denominación de Mar de Grau al dominio marítimo del Perú.
El Ministerio de Relaciones Exteriores del Perú viene coordinando con la Marina de Guerra la realización de los trabajos de campo que permitan determinar la línea de base desde la cual se medirán con precisión los linderos del dominio marítimo peruano (Resolución Suprema n.º 274-003-RE de 7 de noviembre de 2003).
En 2005, fue aprobada y promulgada la Ley 28.621, de Líneas de Base del Dominio Marítimo del Perú, que son sucesiones de puntos que determinan donde termina el borde costero y, en consecuencia, empieza el mar territorial propiamente tal. En 2007, en cumplimiento de dicha ley, se publicó una nueva cartografía marítima peruana, estableciendo las líneas de bases y la proyección de límite exterior del mar territorial peruano hasta la distancia de 200 millas marinas, abarcando en el sector sur una zona de cerca de 38.000 km², considerados como soberanos por Chile, destacándola en la misma como un "Área en Controversia".